# Olivella strigata
Olivella strigata is een slakkensoort uit de familie van de Olividae. De wetenschappelijke naam van de soort is voor het eerst geldig gepubliceerd in 1850 door Reeve.